# ينس كلوسن
ينس كلوسن (بالإنجليزية: Jens Clausen)‏ هو عالم نبات وعالم وراثة أمريكي، ولد في 11 مارس 1891 في Eskilstrup ‏ في الدنمارك، وتوفي في 22 نوفمبر 1969 في بالو ألتو في الولايات المتحدة.